# Ропен (криптид)
Ропен (енгл. Ropen) је наводно криптид са острва Нова Гвинеја.

## Поријекло и значење назива
Име овог бића у преводу значи "летећи демон".

## Други називи
Овај криптид је знан још под именима:
- Дуах,
- Кундуа (енгл. Kundua),
- Секлобали (енгл. Seklobali),
- Ваванар (енгл. Wawanar),

## Опис криптида
Описује се као биће налик на птеросаура. Има кожната крила распона од 7 метара налик крилима код шишмиша, реп дуг 7 метара са "перајом" на врху, црнoтамносмеђу кожу без длака, има танак и кратак врат, дуг кљун са ситним зубима, кријесту на глави налик на птеросаура Птеранодона, и мале, кратке ноге. Ово биће има способност стварања биолуминисцентног свјетла. Углавном је ноћна животиња.

## Хронологија сусрета са овим бићем и виђења
- Из 1595. године долази запис којим се упозоравају помораци да буду на опрезу од разни врста морски чудовишта. У томе запису је забиљежено виђење два необична летећа бића изнад Нове Гвинеје која по опису наликују на птеросауре;
- Еверлин Чизмен, по занимању ентомологиња, је у својој књизи "The Two Roads of Papua" споменула да је видјела необична трептећа свјетла која су кружила на небу изнад њеног кампа у џунгли, и која су трајала 4 до 5 секунди;
- Двејн Ходгкинсон, пилот стационисан сјеверозападно од града Лае у близини града Фишхафена, се у аугусту 1944. године наводно сусрео са великим, необичним летећим бићем налик птеросаура које се дигло изнад шуме и кружило неколико пута изнад овог подручја и одлетјело даље. Ходгкинсон га је описао да је тамносиве боје, има танак врат, дуг кљун, кријесту на глави, крила су кожната и налик крилима код шишмиша и дуга 6 метара, и да има дуги реп са "перајом" на врху;
- Након Другог Свијетског рата, западни мисионари који су почели долазити на удаљена и забачена подручја на Папуа Новој Гвинеји и оближњим острвима, су почели ширити приче о бићу којег локални људи зову "летећи демон". Ово биће је, како се наводи, тјерало људе са сахрана, копало гробове, односило и јело тјела покојних који су тек сахрањени;
- 2004. године Карл Е. Бауг, из "Creation Evidence" музеја у Тексасу, заједно са мисионаром Џимом Блумом је отишао на експедицију у потрази за Ропеном у Манус провинцију на Папуа Новој Гвинеји. Једне ноћи њих двојица су кроз телескоп посматрали ноћно небо и уочили необичну свјетлост на небу која се кретала да је живо биће. Сљедећег јутра су на пјеску пронашли необичне отиске;
- 2006. године су снимљена необична жута свјетла изнад џунгли на Папуа Новој Гвинеји за која се сматра да се ради о Ропену;